# إيفان بارانوف
إيفان بارانوف (بالأوكرانية: Баранов Іван Олександрович)‏ هو لاعب كرة قدم أوكراني في مركز الدفاع، ولد في 16 يونيو 1985 في كييف في أوكرانيا. لعب مع أرسنال كييف.

## وصلات خارجية
- إيفان بارانوف على موقع اتحاد أوكرانيا (الإنجليزية)